# Мевале (Мачерата)
Мевале (итал. Mevale) насеље је у Италији у округу Мачерата, региону Марке.
Према процени из 2011. у насељу је живело 5 становника. Насеље се налази на надморској висини од 752 м.